# 邢台市第一中学
37°04′15″N 114°28′21″E / 37.07083°N 114.47250°E
邢台市第一中学，简称邢台一中，位于河北省邢台市。创办于1943年。隶属于河北省邢台市教育局，1953年被确定为河北省重点中学，1978年是河北省首批装备的重点中学。

## 历史
1943年，创办学校，校名为晋冀抗日中学，是中国共产党培养抗日干部的学校。之后学校不断迁地址。1948年，迁至河北邢台市。1950年，改名河北省省立邢台中学。1952年增设高中班。1953年，被河北省定为省重点中学。1974年，改名为太行中学。1976年，改名为邢台市第一中学并沿用至今。1978年，河北省首批装备的重点中学。

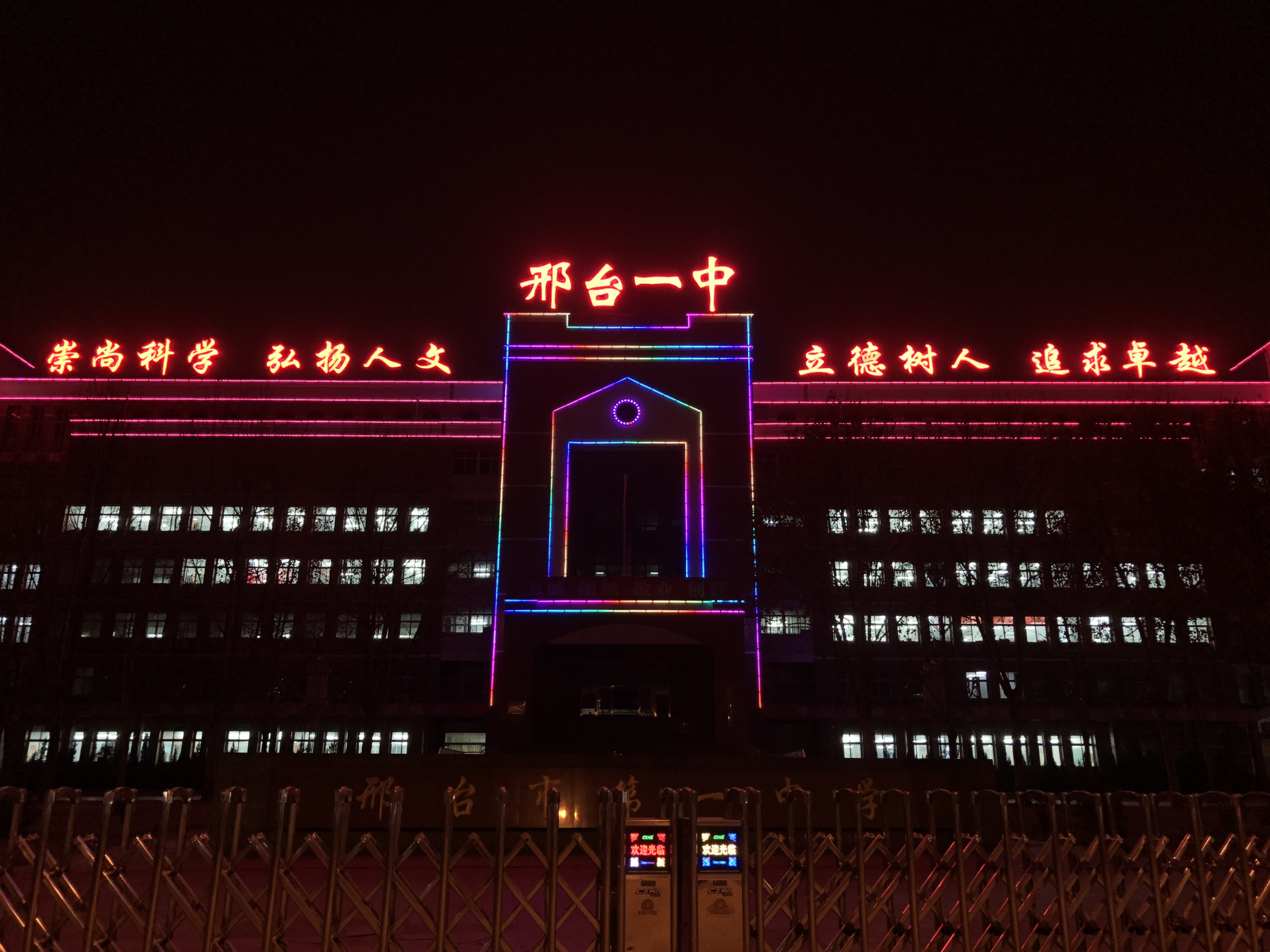
邢台一中夜景

## 校址
邢台一中有3个校区和1个新建校区。

### 本部
位于河北省邢台市桥西区中华大街118号。

### 南校区
位于河北省邢台市桥西区西郭庄大街36号。

### 东校区
位于河北省邢台市邢台县工业北街。

### 新建校区
位于河北省邢台市滨江路和七里河东南角。